# Владимир Йерусалимов
Владимир Митров Йерусалимов–Влагера е български футболист и баскетболист, един от основателите на Славия. Йерусалимов е смятан и за основоположник на баскетбола в България.

## Биография
Роден е в семейство на македонски българи, бежанци от мияшката паланка Галичник. Брат е на юриста Богдан Йерусалимов.
Йерусалимов е сред основателите на Славия в София в 1913 година. Участва в първия футболен мач на клуба. Смятан е за най-добрия централен нападател за времето си. Пети председател е на Славия от юни 1916 година до март 1917 година. Основоположник е и на българския баскетбол, като в 1916 година въвежда баскетбола в „Славия“.
Участва в Първата световна война като запасен подпоручик, взводен командир в Шести пехотен търновски полк. Загива на 16 май 1917 година на кота 1248, севрозападно от Битоля. За отличия и заслуги през третия период на войната е награден посмъртно с орден „За храброст“, IV степен.